# 1994 PZ
1994 PZ är en asteroid i asteroidbältet som upptäcktes den 14 augusti 1994 av den japanska astronomen Takao Kobayashi vid Ooizumiobservatoriet i Gunma prefektur i Japan.